# Центр защиты (Швеция)
Центр защиты (швед. Totalförsvarets skyddscentrum, буквально «Военный центр территориальной обороны» или «Военный центр тотальной обороны», сокращённо SkyddC) или Национальный центр радиационной, химической и биологической защиты (швед. CBRN-centrum) — подразделение шведских вооружённых сил в области химзащиты, которое используется в армии, морской пехоте и военно-воздушных силах страны, а также по совместительству военное учебное заведение. Существует в различных формах с 1953 года. Центр защиты до 1998 года дислоцировался вместе с Вестерботтенской группой (UG 61) в гарнизоне Умео (также известном, как Уместан), который является казармами, ранее использовавшимися Вестерботтенским полком.

## История
Центр появился благодаря специалистам в области газового и химического оружия, нёсшим службу в Вооружённых силах Швеции. В 1953 году была образована армейская школа обороны (швед. Arméns skyddskola, сокращённо SkyddS) совместно с военно-пехотной школой (швед. Infanteriets stridsskola, сокращённо InfSS) в Розерсберге. После переезда военно-пехотной школы в Линчёпинг школа обороны была передана в распоряжение лейб-гвардейскому конному полку Свеа (I 1), который нёс службу во дворце Ульриксдаль.
В 1968 году в связи со сменой целей и задач изменилось и имя учреждения — Школа обороны Вооружённых сил (швед. Försvarets skyddsskola). В 1970 году школа вместе с лейб-гвардейским конным полком Свеа переехала в Кунгсенген. 1 июля 1988 года школу отделили от лейб-гвардейского конного полка, а её задачи были изменены с акцентом на территориальную оборону, в связи с чем школа получила новое название — Военная школа территориальной обороны (швед. Totalförsvarets skyddsskola). Своё нынешнее название Totalförsvarets skyddscentrum подразделение получило 1 июля 2000 года.
После принятия шведским парламентом законопроекта 1987/88: 112 было принято решение, что, начиная с 1992 года, школа будет приписана к гарнизону Умео.
С 1 июля 2000 года в ведении Школы обороны находится учебно-стрелковый полигон Умео, прежде использовавшийся Вестерботтенским полком.
27 июля 2009 года к своему обучению в Национальном центре РХБ защиты приступил последний набор курсантов-призывников, которые проходили обучение в роте Свеа. 17 июля 2010 года они были демобилизованы.
Большинство подразделений Центра располагаются в Умео. С осени 2008 года Национальный центр входит в систему, которая является частью европейского Центра CBRNE, включающего Шведский институт оборонных исследований, университет Умео, Совет лена Вестерботтен и коммуны Умео.
В конце 2010 года Национальный центр РХБ защиты был расширен благодаря строительству очередного крытого помещения, что должно было улучшить ситуацию с безопасностью. В проект было инвестировано около 80 миллионов крон.

## Символика

### Штандарты
Штандарт Центра защиты был представлен 30 апреля 1996 года на Артиллерийской площади Стокгольма Главнокомандующим Вооружёнными силами Швеции Уве Викторином. Автор — Бенгт Улоф Челде (швед. Bengt Olof Kälde), штандарт вышит фирмой Libraria. Блазон: в серебряном поле вздыбленный зелёный дракон с червлёными когтями.

### Герб
Описание герба Армейской школы обороны в 1953—1968 годах и Школы территориальной обороны в 1979—1988 годах: в серебряном поле вздыбленный зелёный дракон с червлёными когтями и языком. Щитодержатели — два скрещенных меча.
Описание Школы обороны в 1988—2000 годах и Национального центра РХБ защиты с 2000 года: в серебряном поле вздыбленный зелёный дракон с червлёными когтями и языком. Щитодержатель — меч.

Герб в 1953–1968 и 1979–1988 годах
Герб в 1988–2000 годах и с 2000 года

### Медали
В 2012 году была учреждена медаль Военного центра территориальной обороны «За заслуги» (швед. Totalförsvarets skyddscentrums förtjänstmedalj) в золоте и серебре.

## Командующие
- 1952–1956: майор Сванте Йохан Милльквист (швед. Svante Johan Millqvist)[14]
- 1956–1960: майор Бертил Малгеруд[швед.]
- 1960–1963: майор Сигвард Монссон[швед.]
- 1963–1965: подполковник Ингемар Грундиц[швед.]
- 1965–1967: подполковник Ханс фон Шрееб (швед. Hans von Schreeb)
- 1967–1977: подполковник Ханс Карлссон[швед.][15]
- 1977–1982: подполковник Сигфрид Телльквист (швед. Sigfrid Tellqvist)[16]
- 1982–1992: подполковник Ингемар Бьёрнссон (швед. Ingemar Björnsson)[17]
- 1992–1993: полковник Пер-Эрик Ритцен[швед.]
- 1993–1995: полковник Густав Юрдлин (швед. Gustaf Djurlin)
- 1995–2004: полковник Дик Стоде (швед. Dick Stode)[18]
- 2004–2012: полковник Гуннар Сёдерстрём[швед.]
- 2012: полковник Ян Юханссон (швед. Jan Johansson, и. о.)[19]
- 2012–2017: полковник Ян Демаркессе (швед. Jan Demarkesse)[19]
- 2017–2018: подполковник Михаэль Магнестен (швед. Michael Magnesten[20][21]
- 2018–2022: полковник Стефан Янссон[швед.] (с 1 сентября 2018 по 30 сентября 2021 де-факто)[22]
- 2022–2023: подполковник Йоаким Эриксон (швед. Joakim Ericson)
- 2023: подполковник Хенрик Маттсон (швед. Henrik Mattson, и. о.)
- 2023–н. в.: полковник Томас Ламке (швед. Thomas Lamke)

## Комментарии
1. ↑  Марш утверждён в 1992 году Армейской школой тотальной обороны (швед. Totalförsvarets skyddsskola), принят 16 июня 1993 года Главнокомандующим шведской армии, а 27 ноября 2002 года утверждён в качестве марша Центра защиты[1].